# Rya församling
Rya församling är en församling i Luggude-Åsbo kontrakt i Lunds stift. Församlingen ligger i Örkelljunga kommun i Skåne län och ingår i Örkelljunga pastorat.

## Administrativ historik
Församlingen har medeltida ursprung.
Församlingen har varit och är annexförsamling i pastoratet Örkelljunga och Rya som från 2010 även omfattar Skånes-Fagerhults församling.

## Kyrkobyggnader
- Rya kyrka